# Polanka (Kiwity)
Polanka (deutsch Waldhof) war ein Ort in der polnischen Woiwodschaft Ermland-Masuren. Seine Ortsstelle befindet sich im Gebiet der Gmina Kiwity (Landgemeinde Kiwitten) im Powiat Lidzbarski (Kreis Heilsberg).

## Geographische Lage
Die Ortsstelle Polankas liegt im nördlichen Westen der Woiwodschaft Ermland-Masuren, 13 Kilometer südöstlich der Kreisstadt Lidzbark Warmiński (Heilsberg).

## Geschichte
Bis 1945 hieß der kleine Ort Waldhof. Zu seiner Gründung als ein Vorwerk zum Gut Parkitten (polnisch Parkity) gibt es folgenden Amtsblatt-Vermerk:
21. September 1854, Königsberg: Dem auf der Feldmark des adligen Guts Parkitten, Kreis Heilsberg, neu errichteten Vorwerk ist der Name „Waldhoff“ beigelegt...
Waldhof war ein Wohnplatz von Parkitten im ostpreußischen Kreis Heilsberg. Im Jahre 1905 hat er fünf Einwohner gehabt.
Als am 30. September 1928 der Gutsbezirk Parkitten in den Nachbarort Bleichenbarth (polnisch Bartniki) eingemeindet wurde, wurde Waldhof noch bis 1945 ein Wohnplatz eben dieser Gemeinde.
Im Jahre 1945 kam auch Waldhof mit dem gesamten südlichen Ostpreußen in Kriegsfolge zu Polen. Der Ort erhielt die polnische Namensform „Polanka“, wird nun aber heute gar nicht mehr offiziell erwähnt, dürfte in Bartniki aufgegangen sein und gilt jetzt als untergegangen. Seine Ortsstelle gehört zum Bereich der Gmina Kiwity im Powiat Lidzbarski innerhalb der Woiwodschaft Ermland-Masuren.

## Religion
Bis 1945 gehörte Waldhof wie Parkitten und Bleichenbarth zur römisch-katholischen Pfarrei Kiwitten (polnisch Kiwity) im Erzbistum Ermland und war außerdem in die evangelische Kirche Heilsberg in der Kirchenprovinz Ostpreußen der Kirche der Altpreußischen Union eingegliedert.

## Verkehr
Die heute nicht mehr auffindbare Ortsstelle von Waldhof resp. Polanka liegt an einer Landwegverbindung zwischen Parkity (Parkitten) und Tolniki Wielkie (Tollnigk). Tollnigk war auch die nächste Bahnstation und lag an der Bahnstrecke (Niedersee–) Rothfließ–Heilsberg–Zinten (–Königsberg).